# Astragalus nanfengensis
Astragalus nanfengensis là một loài thực vật có hoa trong họ Đậu. Loài này được C.C. Ni miêu tả khoa học đầu tiên năm 1987.